# Sérignan
Sérignan – miejscowość i gmina we Francji, w regionie Oksytania, w departamencie Hérault. W 2013 roku jej populacja wynosiła 7207 mieszkańców.
W 1940 mieściła się tu Szkoła Podchorążych Broni Pancernych PSZ.

## Demografia
W 2013 roku populacja ówczesnej gminy Sérignan liczyła 7207 mieszkańców. 
|  |

Źródła:
cassini/EHESS (dla danych z lat 1962-2006)
INSEE (dla danych z 2008 i 2013 roku)